# Sull'esilio
Il Sull'esilio (Περὶ φυγῆς) è una consolatoria di Plutarco compresa nei suoi Moralia.

## Struttura
Il saggio è evidentemente indirizzato a un esule da Sardi, probabilmente in quel momento ad Atene, che è stato plausibilmente identificato con il Menemaco di Sardi per il quale Plutarco scrisse i Praecepta Gerendae Reipublicae. Plutarco non chiarisce i termini dell'esilio, se non per dire che il suo amico non era stato bandito in un'area specifica, ma poteva viaggiare liberamente fintanto che non tornava a casa.
Plutarco ha impiegato in questo saggio molti degli argomenti convenzionali che ricorrono anche nelle consolazioni sull'esilio scritte da Telete, Musonio, Seneca e altri, così come numerose sono le concordanze con lo scritto dell'amico Favorino. Nell'esortazione iniziale a un atteggiamento razionale verso l'esilio, Plutarco afferma che il male dell'esilio sta solo nell'opinione, ma che, anche supponendo che l'esilio sia esso stesso un male, possiamo attenuarlo diluendolo con il bene che ancora ci rimane, come ricchezza amici e tempo libero.
La seconda principale tematica del De Exilio deriva dall'affermazione che "nessuna terra natia è tale per natura". Plutarco sviluppa quindi il tema comune che l'intero universo è la nostra terra natale. La conseguenza che ne trae, tuttavia, non è che il luogo particolare in cui deve trovarsi non sia una questione di nessuna importanza per un uomo saggio, ma piuttosto che l'esule farebbe bene a scegliere per lui stesso il posto migliore che riesce a trovare, e col tempo diventerà la sua terra natale.
Nella discussione che segue sui luoghi di esilio Plutarco loda le isole dell'Egeo, mentre poi passa ad una confutazione di alcune accuse comunemente mosse contro l'esilio, con molti argomenti in comune con le consolazioni cinico-stoiche. Plutarco risponde per primo alle accuse mosse da Euripide contro l'esilio nelle Fenicie, una tragedia attaccata anche da Favorino e Musonio. Cita anche gli apoftegmi dei due famosi cinici, Diogene e Antistene e menziona diversi esempi mitologici di esilio, e un'allusione all'esilio di Apollo fornisce una transizione all'insegnamento di Empedocle per cui la vita umana sulla terra è un esilio dal cielo. La conclusione del saggio è di carattere platonico, contenente allusioni al Fedro, al Timeo e al Fedone.

## Analisi critica
Non ci sono prove, interne o esterne, che rendano possibile una datazione precisa del saggio. Il riferimento al Sunio, Tenaro e i monti Cerauni come i limiti della Grecia continentale può significare che il saggio è stato scritto in un momento in cui l'Epiro, almeno in parte, era ancora incluso nella provincia dell'Acaia; ma questo aiuta poco, dal momento che non si sa quando sia stato stabilito come provincia separata. Ancora una volta, come mostrano le parole molto simili nella Vita di Focione, Plutarco potrebbe qui riprendere un'espressione di qualche autore precedente. Né l'osservazione in 605 B aiuta a fissare la data dell'operetta. Durante tutto il periodo dell'attività letteraria di Plutarco ci furono molte figure di spicco - uomini come Marziale, Quintiliano, Giovenale, Dione Crisostomo, Epitteto, Musonio e Favorino - che vissero per molti anni lontano dalle loro terre d'origine. 
L'identificazione dell'amico esiliato di Plutarco con Menemaco di Sardi ha qualche relazione con la data del saggio. Se questa identificazione è corretta, l'opera è stata scritta qualche tempo dopo i Praecepta Gerendae Reipublicae, che si riferisce a Domiziano in un modo che suggerisce che il suo regno fosse terminato da poco: ἔναγχος ἐπὶ Δομετιανοῦ.
Il De Exilio non ha la severità della dottrina cinica, ma piuttosto combina, nel modo tipico di Plutarco, l'accettazione delle cose buone di questa vita con l'aspettativa di una vita migliore a venire. Plutarco usa i luoghi comuni della filosofia popolare per sviluppare il suo tema, ma impone loro la sua visione distintiva della vita.